# Heikki Liimatainen
Heikki Liimatainen (Karstula, Finlàndia Central, 14 de març de 1894 - Porvoo, 24 de desembre de 1980) va ser un atleta finlandès que va competir a començament del segle xx.
Va prendre part en els Jocs Olímpics d'Estiu de 1920 d'Anvers, on va disputar tres proves del programa d'atletisme. En el cros per equips guanyà la medalla d'or, formant equip amb Paavo Nurmi i Teodor Koskenniemi; en el cros individual guanyà la de medalla de bronze; i en els 10.000 metres fou setè.
Quatre anys més tard, als Jocs de París, va disputar dues proves del programa d'atletisme. En el cros per equips revalidà la medalla d'or, aquesta vegada formant equip amb Paavo Nurmi i Ville Ritola. En la prova individual fou dotzè.
Entre 1918 i 1920 va ser campió finlandès dels 10.000 metres.

## Millors marques
- 5.000 metres. 15'36.9" (1923)
- 10.000 metres. 32'08.2" (1920)[2]